# Schloss Belvedere (Warschau)

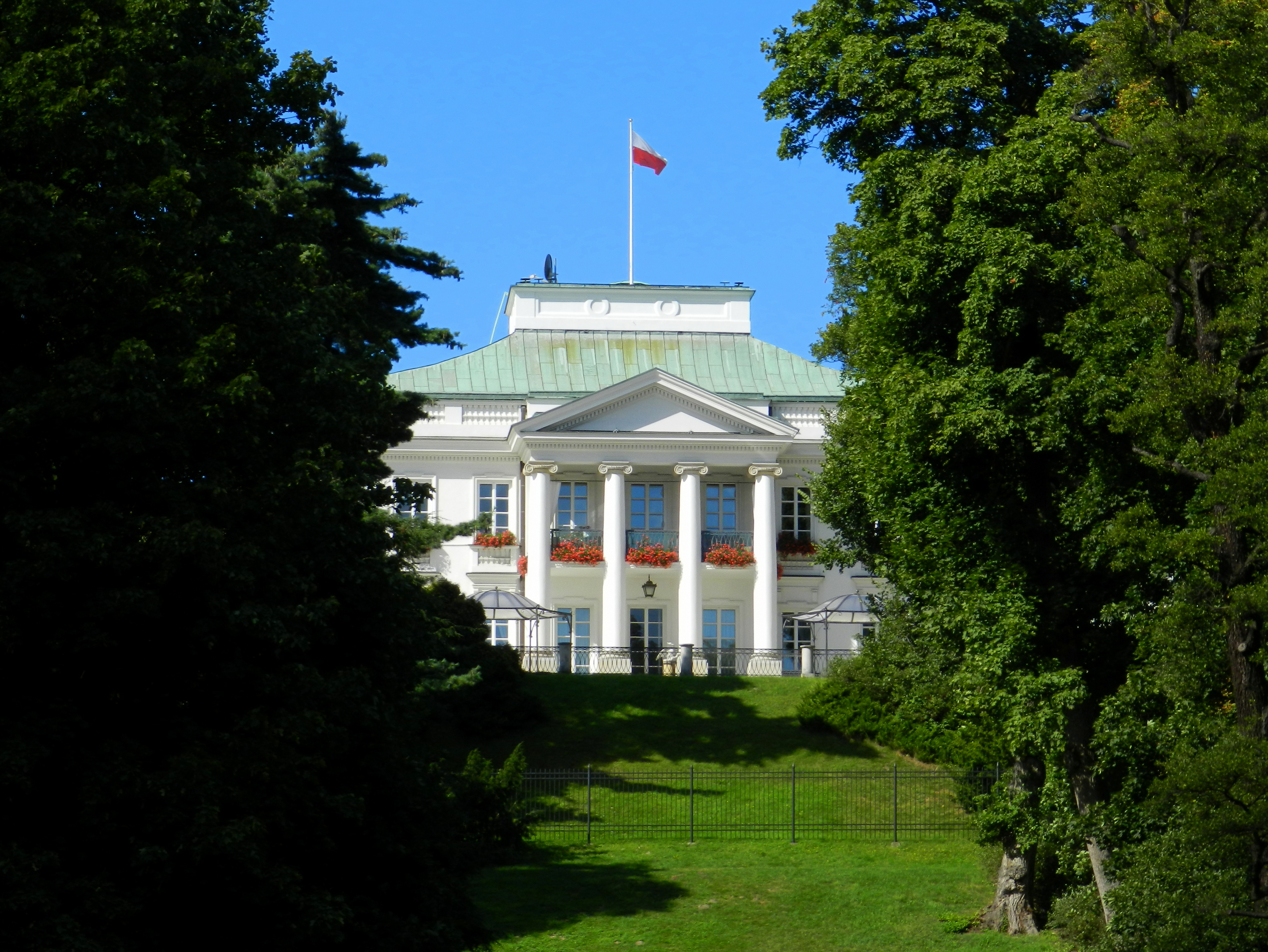
Gartenseite

Das Schloss Belvedere (polnisch Pałac Belweder) in Warschau ist ein ursprünglich barockes und 1818 im klassizistischen Stil umgebautes Palais. Es dient dem polnischen Staatspräsidenten als Wohnsitz. Das Gebäude befindet sich auf einem Hügel über einem künstlichen Teich am westlichen Rand des Łazienki-Parks am Übergang der Ujazdowski-Alleen in die Belvedere-Straße. Das Schloss diente zahlreichen polnischer Kleinadelspalais als architektonisches Vorbild.

## Geschichte
Das Schloss wurde 1660 errichtet. 1767 wurde es von Stanisław August Poniatowski erworben, der ein Jahr später zum polnischen König gewählt wurde. Jan Kubicki baute zu dieser Zeit das Gebäude im Stil des Klassizismus um. Von 1817 bis 1830 diente das Schloss als Privatpalais des russischen Statthalters Großfürst Konstantin Pawlowitsch Romanow, dem Bruder des Zaren. Danach war es eine der Residenzen des Zaren in Kongresspolen. Die Aufständischen des Novemberaufstandes stürmten es am Abend des 29. November 1830 von der ebenfalls im Łazienki-Park gelegenen Fähnrichsschule kommend. Zwar gelang es Konstantin Romanow, zu fliehen, doch damit wurde der über ein Jahr dauernde Aufstand ausgelöst.
Von 1918 bis 1921 sowie 1926 bis 1935 lebte hier Marschall Józef Piłsudski. In der Zwischenkriegszeit bis 1926 diente Schloss Belvedere als Sitz der polnischen Staatspräsidenten (Gabriel Narutowicz, Stanisław Wojciechowski). Während der deutschen Besatzung in den Jahren von 1939 bis 1945 war es Sitz des NS-Gouverneurs von Warschau, Ludwig Fischer, und erfuhr wesentliche Umbauten des Inneren. In der Nachkriegszeit war Schloss Belvedere der Amtssitz des Staatsrats der Volksrepublik Polen. Von 1989 bis 1994 diente es wieder den polnischen Staatspräsidenten (Wojciech Jaruzelski, Lech Wałęsa) als Wohnsitz. Nachdem Wałęsa wegen des lauten Busverkehrs sowie des eher bescheidenen Angebots an Wohnräumlichkeiten (Wałęsa hat acht Kinder, davon waren sechs am Anfang seiner Präsidentschaft minderjährig) in den Präsidentenpalast umgezogen war und auch Aleksander Kwaśniewski und Lech Kaczyński dort wohnten, nutzte Bronisław Komorowski Schloss Belvedere wieder als Präsidentenwohnsitz. In der Zwischenzeit befand sich in dem Gebäude ein Museum über Marschall Piłsudski.

## Verschiedenes
Der polnische Wodka Belvedere wurde nach dem Schloss Belvedere benannt, das auch auf dem Etikett der Flasche abgebildet ist.